# 警備救難部
警備救難部（けいびきゅうなんぶ、英語表記：Guard and Rescue Department）は、海上保安庁に設置されている内部部局のひとつ。長年にわたり海上保安庁では「警救、水路、灯台は三位一体」（つまり警備救難部、水路部、灯台部のこと）と言われ、その一角をなす。
警備救難部は、海上保安庁が実施する司法警察・公安警察要素を含む警備業務、救難業務、環境防災業務の3つを担当する。

## 概要
海上保安庁の警備救難部は7つの課から成り、それぞれ下記の事務を掌る。
- 管理課 - 警備救難部の所掌事務に関する総合調整や装備している航空機・通信の運用などを行う。
- 刑事課 - 国際刑事課の所掌を除く海上における法令違反や海上における逮捕、犯罪捜査や鑑識・統計などを行う。
- 国際刑事課 - 違法薬物や武器の密輸、密航や関税法に係る違反などの取り締まりおよび海賊行為の防止などを行う。
- 警備課 - 内乱罪や外患罪、破壊活動防止法、日米安保に基づく刑事特別法等にかかわる海上での捜査・逮捕を行う。
- 警備情報課 - 警備情報の収集・分析・管理、テロリズムなどにかかわる外国人やそれらに関る日本人に対する海上における捜査・逮捕を行う。
- 救難課 - 海難による人命、積荷および船舶の救助、天変地異その他の救済、漂流物などの処理、海上保安庁職員以外による救助活動の監督などを行う。
- 環境防災課 - 海上における危険物の荷役に伴う災害防止、海洋汚染防止法に基づく事務、海上災害防止センターなどに関する事務を行う。

## 組織
- 管理課
  - 航空業務管理室
  - 運用司令センター
  - 国際業務企画官
- 刑事課
  - 違法操業対策官
- 国際刑事課
  - 海賊対策室
  - 不法入国対策官
- 警備課
  - 特殊警備対策室
  - 不審船舶対策官
  - 領海警備対策官
- 警備情報課
- 救難課
  - 海浜事故対策官
- 環境防災課
  - 国際海洋汚染対策官
  - 防災対策官

## 年表
- 1948年（昭和23年）5月1日 - 運輸省の外局として、海上保安庁が設置され保安局とし発足する。
- 1949年（昭和24年）6月1日 - 保安局を分割して保安部と警備救難部が発足する。
- 1984年（昭和59年）7月1日 - 所掌事務のうち、通信設備、航空機に関する業務は新設される装備技術部に移管される。

## 歴代部長
| 代 | 氏名       | 在任期間              | 前職                         | 後職                   |
| -- | ---------- | --------------------- | ---------------------------- | ---------------------- |
| 1  | 三田一也   | 1949.6.1 - 1950.6.1   | 保安局長                     | 警備救難監             |
| 2  | 松野清秀   | 1950.6.1 - 1953.8.25  |                              | 第七管区海上保安本部長 |
| 3  | 砂本周一   | 1953.8.25 - 1957.8.24 | 第一管区海上保安本部長       | 首席監察官             |
| 4  | 松野清秀   | 1957.8.24 - 1959.10.5 | 第七管区海上保安本部長       | 警備救難監             |
| 5  | 樋野忠樹   | 1959.10.5 - 1963.3.4  | 首席監察官                   | 警備救難監             |
| 6  | 猪口猛夫   | 1963.3.4 - 1966.7.12  | 警備救難部参事官             | 警備救難監             |
| 7  | 長野義男   | 1966.7.12 - 1969.2.24 | 第一管区海上保安本部長       | 長官附                 |
| 8  | 貞広豊     | 1969.2.24 - 1972.4.1  | 第一管区海上保安本部長       | 警備救難監             |
| 9  | 船谷近夫   | 1972.4.1 - 1974.4.1   | 第一管区海上保安本部長       | 警備救難監             |
| 10 | 山本了三   | 1974.4.1 - 1976.8.1   | 第四管区海上保安本部長       | 警備救難監             |
| 11 | 久世勝巳   | 1976.8.1 - 1978.4.1   | 第二管区海上保安本部長       | 警備救難監             |
| 12 | 村田光吉   | 1978.4.1 - 1979.4.1   | 第一管区海上保安本部長       | 警備救難監             |
| 13 | 野呂隆     | 1979.4.1 - 1980.7.15  | 第一管区海上保安本部長       | 警備救難監             |
| 14 | 福島弘     | 1980.7.15 - 1981.4.1  | 首席監察官                   | 海上保安大学校長       |
| 15 | 吉野穆彦   | 1981.4.1 - 1982.4.1   | 第六管区海上保安本部長       | 警備救難監             |
| 16 | 森孝顕     | 1982.4.1 - 1984.4.1   | 第二管区海上保安本部長       | 警備救難監             |
| 17 | 宗形健壽   | 1984.4.1 - 1986.4.1   | 第七管区海上保安本部長       | 警備救難監             |
| 18 | 邊見正和   | 1986.4.1 - 1988.4.1   | 首席監察官                   | 警備救難監             |
| 19 | 赤澤壽男   | 1988.4.1 - 1990.4.1   | 首席監察官                   | 警備救難監             |
| 20 | 土方浩     | 1990.4.1 - 1991.4.1   | 首席監察官                   | 警備救難監             |
| 21 | 茅根滋男   | 1991.4.1 - 1992.4.1   | 首席監察官                   | 警備救難監             |
| 22 | 小澤友義   | 1992.4.1 - 1993.4.1   | 第二管区海上保安本部長       | 警備救難監             |
| 23 | 沖本俊彦   | 1993.4.1 - 1994.4.1   | 第六管区海上保安本部長       | 警備救難監             |
| 24 | 坂正直     | 1994.4.1 - 1996.4.1   | 第十一管区海上保安本部長     | 警備救難監             |
| 25 | 武井立一   | 1996.4.1 - 1997.4.1   | 第十管区海上保安本部長       | 警備救難監             |
| 26 | 田島邦雄   | 1997.4.1 - 1997.10.1  | 第十一管区海上保安本部長     | 退職                   |
| 27 | 桑原康記   | 1997.10.1 - 1999.4.1  | 第一管区海上保安本部長       | 警備救難監             |
| 28 | 久保田勝   | 1999.4.1 - 2000.4.1   | 第七管区海上保安本部長       | 警備救難監             |
| 29 | 友永幸讓   | 2000.4.1 - 2001.4.1   | 第八管区海上保安本部長       | 警備救難監             |
| 30 | 後藤光征   | 2001.4.1 - 2002.4.1   | 第四管区海上保安本部長       | 警備救難監             |
| 31 | 横山鐵男   | 2002.4.1 - 2003.4.1   | 第十管区海上保安本部長       | 警備救難監             |
| 32 | 坂本茂宏   | 2003.4.1 - 2005.4.1   | 第九管区海上保安本部長       | 警備救難監             |
| 33 | 冨賀見栄一 | 2005.4.1 - 2006.4.1   | 第八管区海上保安本部長       | 警備救難監             |
| 34 | 石橋幹夫   | 2006.4.1 - 2008.4.1   | 第十一管区海上保安本部長     | 警備救難監             |
| 35 | 城野功     | 2008.4.1 - 2009.4.1   | 第十一管区海上保安本部長     | 警備救難監             |
| 36 | 向田昌幸   | 2009.4.1 - 2011.9.16  | 第八管区海上保安本部長       | 警備救難監             |
| 37 | 岩男雅之   | 2011.9.16 - 2012.4.1  | 総務部参事官                 | 警備救難監             |
| 38 | 佐藤雄二   | 2012.4.1 - 2013.4.1   | 第十管区海上保安本部長       | 警備救難監             |
| 39 | 鈴木洋     | 2013.4.1 - 2013.8.1   | 第九管区海上保安本部長       | 海上保安監             |
|    | （鈴木洋） | 2013.8.1 - 2013.8.26  | （海上保安監による事務取扱） |                        |
| 40 | 菊井大蔵   | 2013.8.26 - 2014.4.1  | 第十管区海上保安本部長       | 海上保安大学校長       |
| 41 | 中島敏     | 2014.4.1 - 2015.4.1   | 第十一管区海上保安本部長     | 海上保安監             |
| 42 | 秋本茂雄   | 2015.4.1 - 2016.6.21  | 第十一管区海上保安本部長     | 海上保安監             |
| 43 | 岩並秀一   | 2016.6.21 - 2017.4.1  | 第二管区海上保安本部長       | 海上保安監             |
| 44 | 奥島高弘   | 2017.4.1 - 2018.7.31  | 第八管区海上保安本部長       | 海上保安監             |
| 45 | 星澄男     | 2018.7.31 - 2020.1.7  | 第十管区海上保安本部長       | 海上保安監             |
| 46 | 伊藤裕康   | 2020.1.7 - 2020.10.1  | 第八管区海上保安本部長       | 海上保安監             |
| 47 | 瀬口良夫   | 2020.10.1 - 2021.10.1 | 第九管区海上保安本部長       | 海上保安監             |
| 48 | 白石昌己   | 2021.10.1 - 2022.6.28 | 第九管区海上保安本部長       | 海上保安監             |
| 49 | 渡邉保範   | 2022.6.28 - 2023.7.4  | 第九管区海上保安本部長       | 海上保安監             |
| 50 | 彼末浩明   | 2023.7.4 - 2024.7.1   | 海上保安学校長               | 海上保安監             |
| 51 | 山戸義勝   | 2024.7.1 -            | 第二管区海上保安本部長       | 現職                   |